# Archiv der Zoologischen Gärten Berlin
Das Archiv der Zoologischen Gärten Berlin ist das gemeinsame Archiv des Zoologischen Gartens Berlin AG (mit dem Aquarium Berlin) und der Tierpark Berlin-Friedrichsfelde GmbH.

## Gründung
Das Archiv wurde nach 2015 gegründet. Nach öffentlicher Kritik an der bisherigen Darstellung der Zoogeschichte in Berlin, insbesondere zur Zeit der nationalsozialistischen Diktatur, beauftragte der Zoo Berlin 2015 den Historiker Clemens Maier-Wolthausen mit der Aufarbeitung der Geschichte des Zoos und der Einrichtung eines Archivs.

## Bestand
Das Archiv verwahrt Akten seit dem Entstehungszeitraum 1825 bis etwa 2010, wie alte und neue Veröffentlichungen nahelegen. Hierzu gehören wohl auch der Nachlass und einige Glasplatten-Fotografien des Begründers der Ethologie Oskar Heinroth.

## Nutzung
Eine Nutzung erfolgt nach Antrag an die Geschäftsführung vor Ort.